# Ciudadela de Valencia

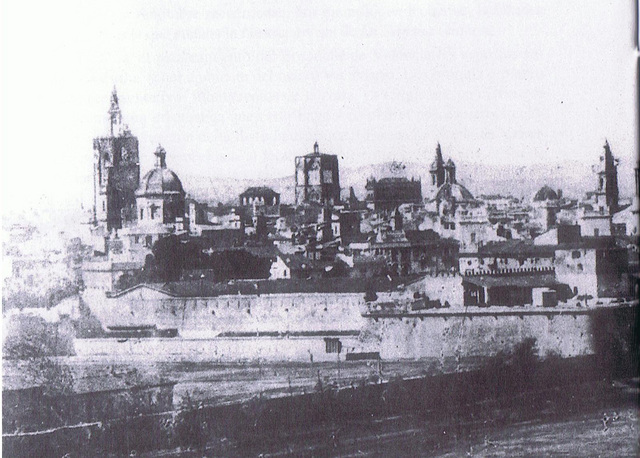
Ciudadela antes de ser demolida.

La Ciudadela de Valencia (en valenciano Ciutadella de València) se levantaba en la parte oriental de la muralla cristiana, entre la Puerta de la Mar y la del Real, cerca del convento de Santo Domingo. Fue construida en 1574. 
Delante de la antigua Puerta de la Mar había una placita cerrada entre el antiguo edificio del aduana (entrando a mano izquierda) y la Casa de Armas (derecha), para entrar en la ciudad había que pasar por otro portal donde había una imagen de la Virgen de la Buena Guía. La antigua Casa de Armas daría paso a la posterior Ciudadela. Las distintas administraciones borbónicas derribaron casas, la aduana y el portal de la imagen creando una gran explanada delante de la Casa de Armas ya conocida como Ciudadela.

## Situación de la Ciudadela
Ocupaba la Ciudadela el extremo oriental de la muralla defensiva de la ciudad, contigua a la Puerta del Mar y al convento de Santo Domingo. Bien provista, aparece representada, tanto en el plano de Antonio Mancelli (de 1608), como en el del Padre Tosca correspondiente a 1704.

## Historia
El baluarte se levantó en 1574 por temor al peligro de ataques turcos, no obstante, ya antes existía allí un inmueble con el mismo destino que, según asegura Escolano. Fue restaurado en 1643, a cargo de la  Fàbrica de Murs y Valls (Fábrica de Muros y Valladares), y se abrió el foso junto en la muralla donde no había, desde la puerta de los Judíos a la del Real y desde la de Quart hasta el Portal Nuevo. En las mismas fechas se reparó el muralla  altura de esta Casa de Armas y la puerta del Mar, lienzo del muro que corría desde la torre de la Espuela hasta la puerta de los Judíos; Se terminó en un año, en 1544 por haberse difundido el rumor de que Barbarroja se había adentrado en el mar con cien veinte galeras apoyado por los franceses. Las obras fueron costeadas por los vecinos de Valencia, según informa  el "Dietario de Soria", se pagaron tres sueldos por casa, todos sin excepción, y debieron de  trabajar cien hombres cada día por tres sueldos al día.

## Reseñas bibliográficas
El Padre Tejedor que, historiador y religioso del convento de Santo Domingo, explica las incomodidades y dificultades sufridas por el convento dada la vecindad con la casa de las armas, ya que, al encontrarse en ruinas la torre de la Espuela, contigua a la puerta de la Mar y junto al convento, los jóvenes subían por ella y se paseaban sobre el muro hasta la puerta del Real molestando a los frailes en sus celdas. Por esto, la Ciudad dio a los dominicos la llave de la torre en abril de 1548. La torre desapareció con la construcción del nuevo baluarte en 1574, siendo virrey el marqués de Ondear. Además de la torre, parte del huerto del convento de  Predicadores y vieja casa de armas, se ocupó también la plaza donde anteriormente trabajaran los picapedreros de la ciudad, ampliándola y rodeándola por fuera y por dentro de la ciudad. 

## Edificación valorada internacionalmente
El arsenal que se conservaba en la Ciudadela causó siempre la admiración de los ciudadanos y extranjeros que la visitaran y fue considerada una de las grandezas del Reino. Esta fama explica la obligada visita de los reyes cuando venían a la ciudad. Entre las descripciones más detalladas destaca la de Felipe de Gauna en la crónica de las reales bodas de Felipe III y Margarita de Austria en nuestra catedral Metropolitana, La Seu, en 1599: 

“… huna hermossa y ancha plassa donde esta fabricada la rica Cassa de las armas y Baluarte de la ciudad… y entraron en las hermossas salas della donde en lugar de colgaduras de tapicería estaban colgadas por sus hordenes de todas maneras y suertes de armas para pelear… falsetes, moriones bien aserados, a pruheva descopeta, con infinitud de armas blancas y ielmos para justar… y por otras estancias puestas por su horden, havia infinitas picas y lanssas de ierro bien aseradas… que de repente se pueden armas destas armas sobredichas mas de seys mil soldados de infantería y dos mil de a cavallo… Y por medio destas salas están puestos por su horden muchas piesas de mosquetes de monicion con sus horquillas para disparar… y en lo mas baxo… unos bastimentos de madera donde penden… infinitas espadas y dagas valencianas… infinitos escudos de asero… fueron a otra cuadra toda de boveda de piedra y llena de barriles de polvora fina con las puertas della de ierro que no se entra en ella sino para sacar la polvora quando hes menester. Vistas todas estas curiosidades de armas… salieron ariba en el grande y espacioso Baluarte donde se hazia huna hancha plaza… y alargando mas la vista se descubre gran parte de la mar con el pueblo del Guerau, con las naves y otros vaxeles… en esta plassa y alto del Baluarte estavan puestos… mas de veynte i cinco piessas de bronse muy grandes de monicion para batir, y en ellas gravados los escudos y armas de la Diputación y Generalidad del Reyno de Valencia,… infinitos mascletes y otras piessas de artelleria…”.

Igualmente ya en el siglo XVII encontramos descripciones de la misma como la de Diu Des Esssarts: 

“Sobre la puerta del Mar se ve la Armería, donde están todas las municiones de guerra. Hay allí dos grandes salas de 80 pasos de llarg, de 20 de ancho, y en medio los mosquetes, casco, fregaderos, etc…”.

## Felipe V
Cuando  Felipe V entró sin oposición en Valencia, y tomó posesión de la fortificación, encontró en la misma según las crónicas, armas para armar a un ejército de 10 000 personas. 

en 1707 se posesionó de la Ciudadela Felipe V, se encontraran 26 cañones de bronce, con picas, arcabuces y mosquetes suficientes para armar a diez mil hombres, mandando el rey que en la parte que da a la ciudad, tal como reproduce el grabado de Tomás López Enguídanos, de 1809, se construyere un bastión que hacía esquina al huerto de Predicadores con su foso y torreón y una gran flor de lys por remate, para su conveniente defensa y seguridad, destinándolo como ciudadela.

En la parte frontal, se colocó una placa de negra piedra en mayúscula inscripción latina, que decía: 

“Felip V, Rey de España, vencidos junto en Almansa los enemigos, presa Valencia, ahorros por su clemencia los ciudadanos, en la presente obra atendió a la seguridad de la Ciudad y del Reino el año 1707”

El texto vejatorio para la ciudad fue arrancado el 14 de noviembre de 1808. El torreón fue demolido en 1901, aunque el baluarte subsistió frente al río hasta 1958.

## De Casa de Armas de la ciudad a símbolo de poder real
El contraste (de la Ciudadela) en las Torres de Serranos y las Torres de Cuart, abiertas por la parte de dentro de la ciudad, no podía ser mes patente, y es que los Jurados que las habían construido en la época de esplendor foral se afanaban por afirmar la hegemonía del poder civil, y ahora había que subyugar la ciudad a la autoridad del monarca.